# Корбеј (Марна)
Корбеј (фр. Corbeil) насеље је и општина у североисточној Француској у региону Шампањ-Арден, у департману Марна која припада префектури Витри ле Франсоа.
По подацима из 2011. године у општини је живело 96 становника, а густина насељености је износила 9,88 становника/km². Општина се простире на површини од 9,72 km². Налази се на средњој надморској висини од 118 метара.

## Демографија
| 1962. | 1968. | 1975. | 1982. | 1990. | 1999. | 2011. |
| ----- | ----- | ----- | ----- | ----- | ----- | ----- |
| 140   | 140   | 133   | 118   | 113   | 104   | 96    |

График промене броја становника у току последњих година